# Pescatori di corallo italiani in Algeria
I pescatori di corallo italiani in Algeria si stabilirono tra il 1850 ed il 1880 nella città di Bône. 

## Storia
Questi provenivano dalla Toscana, dal golfo di Napoli e da altre località delle coste della penisola italiana. La pesca del corallo, particolarmente lucrosa, era quasi un monopolio italiano.
Fino al 1861 la cosa non preoccupava i francesi che avevano da pochi decenni conquistato l'Algeria, in quanto, anche se numerosi, questi marinai provenivano dai vari Stati preunitari. Dal punto di vista statistico, dopo l'Unità d'Italia i sudditi italiani superarono il numero di francesi presenti sul suolo africano. Da quel momento in poi la Francia iniziò una politica volta a limitare la presenza italiana nella colonia. L'atto più eclatante fu il decreto che trasformava in cittadini francesi tutti i figli degli italiani nati in Algeria.
La guerra commerciale tra Francia ed Italia ebbe il punto più alto nel 1881.
Il console italiano a Bona, ex console del granducato di Toscana, cosciente dell'importanza del lavoro di questi pescatori per l'economia nazionale, fu combattuto apertamente dal console italiano ad Algeri, ex console delle Due Sicilie, che favorì così la politica francese.